# (22278) Protitch
(22278) Protitch (1983 RT3) – planetoida z pasa głównego asteroid okrążająca Słońce w ciągu 4,1 lat w średniej odległości 2,56 j.a. Odkryta 2 września 1983 roku.